# Lutécia (Paris)

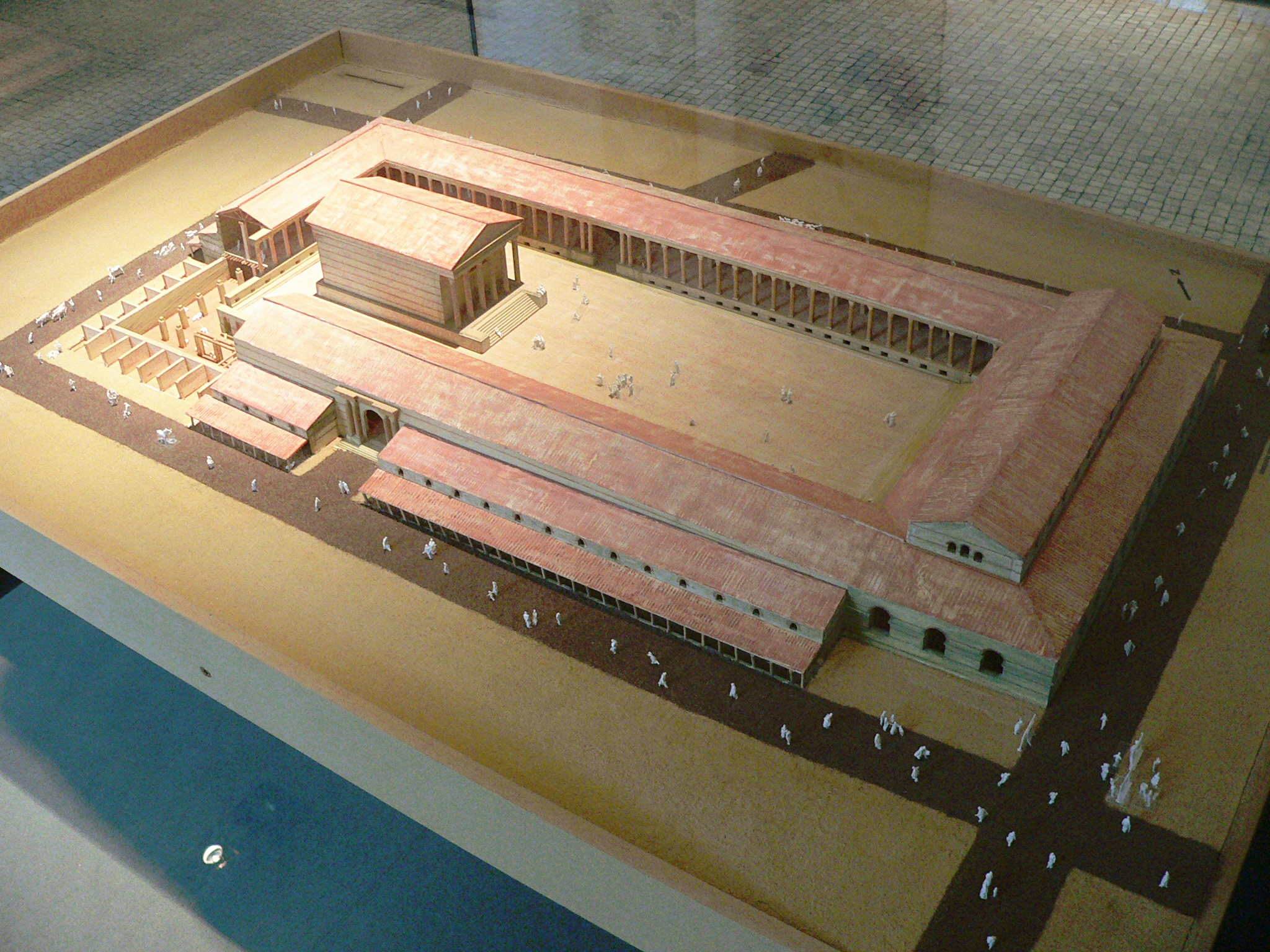
Modelo do fórum de Lutécia.

Lutécia (em latim: Lutetia) é o antigo nome romano da cidade de Paris, hoje capital da França.
Esse nome foi dado à cidade pelos romanos, pois quando ali chegaram, não passava de uma vila de pescadores que viviam do rio Sena. Como o rio cobria a vila ao encher e deixava tudo coberto de lama ao secar, acredita-se que deram à cidade o nome Lutetia (Lutèce, em francês), pois "lutum, luti" em latim significa "lama".
O primeiro registro conhecido do nome Lutécia foi feito por Júlio César, em seus Comentários sobre as guerras gaulesas (principalmente no livro 7, capítulos 57-58). O nome parece estar relacionado a uma raiz indo-europeia significando "lama", referindo-se ao terreno após as enchentes do Sena, que os romanos evitavam.
Sob domínio romano, se tornou uma grande cidade, com seu próprio fórum, templos e teatros. Ao final do Império Romano do Ocidente, a cidade era popularmente conhecida como "Parísio", onde, após a queda do Império Romano do Ocidente, teve seu nome oficialmente alterado para Paris.
Especula-se que a cidade tenha alterado seu nome sob o comando de Clóvis, pois ele havia tornado-a capital dos merovíngios no ano de 508 a.D.